# محوطه گردکو
محوطه گردکو مربوط به دوره اشکانیان است و در شهرستان خرم‌آباد، بخش پاپی، دهستان کشور، ۱/۶ کیلومتری شمال شرق روستای دهگاه واقع شده و این اثر در تاریخ ۲۸ اسفند ۱۳۸۵ با شمارهٔ ثبت ۱۸۵۸۰ به‌عنوان یکی از آثار ملی ایران به ثبت رسیده است.